# 南浔商会旧址
南浔商会旧址位于中国浙江省湖州市南浔区南浔镇南西街79号，坐西朝东、东临南北市河，由南浔商会会长梅屐中等发起建造于民国十五年（1926），为三进中西合璧式建筑，中轴线上依次为门厅、会议大厅和二层楼房，面阔均为五间，会议大厅前的庭院内植有四株百年广玉兰。建筑在1949年后长期作为南浔镇政府所在地，1998年10月改为南浔镇史馆，2008年改为南浔辑里湖丝馆至今，馆内设有辑里湖丝、四象八牛、名家书法、江南丝竹和名人书屋等展厅。

## 图集
- 门厅外侧及北过街门
- 会议大厅
- 会议大厅前的庭院